# Trichocladium lobatum
Trichocladium lobatum är en svampart som beskrevs av B. Sutton 1975. Trichocladium lobatum ingår i släktet Trichocladium och familjen Chaetomiaceae.   Inga underarter finns listade i Catalogue of Life.